# Stellaria dianthifolia
Stellaria dianthifolia är en nejlikväxtart som beskrevs av Frederic Newton Williams. Stellaria dianthifolia ingår i släktet stjärnblommor, och familjen nejlikväxter. Inga underarter finns listade i Catalogue of Life.